# HW-01C
HW-01C（エイチダブリュウ ゼロイチシー）は、ファーウエイ・テクノロジーズによって開発された、NTTドコモ用のW-CDMA/HSPA対応のモバイルWiFi端末である。

## 概要
ファーウェイ製 E585 を日本向けにカスタマイズした機種である。またイーモバイル製D25HWとは兄弟機となり、利用可能周波数や通信エリアを除き、ほぼ同等のスペックとなる。またD25HWでは複数あったボタンは設定用の１つになっている。
NTTドコモでは本機と同様にモバイルWiFiルーターとして、BF-01BやPortable WiFiが存在するが、本機はそれらの廉価版という位置付けとなる。Portable WiFiとの違いとしては、海外のWORLD WINGの3G対応エリアでも利用できる点が大きな違いとなる。ただしPortable WiFiのように、フレッツ光やADSL、公衆無線LANを親回線として利用することはできない点と、同時接続台数や連続通信時間においておとる。

## 料金体系
原則定額データプランと定額データ割を利用する形態となる。従量制データプランも利用可能だが上限がない。

## 歴史
- 2010年11月8日 - 2010年-2011年NTTドコモ冬・春モデルとして発表
- 2010年11月30日 - 発売開始